# مو تشارلو
مو تشارلو (بالإنجليزية: Mo Charlo) مواليد 22 يوليو 1983 في إوريكا، هو لاعب كرة سلة أمريكي. بدأ مسيرته الاحترافية في سنة 2006. يبلغ طوله 6 قدم 7 بوصة (2.0 م). لعب مع كانتون شارج وهاماماتسو هيجاشيميكاوا فينيكس.

## روابط خارجية
- مو تشارلو على موقع دوري كرة السلة الياباني للمحترفين (اليابانية)
- مو تشارلو على موقع كرة السلة الأوروبية.كوم (الإنجليزية)
- مو تشارلو على موقع كلية كرة السلة في سبورتس رفرنس.كوم (الإنجليزية)
- مو تشارلو على موقع ريلجم (الإنجليزية)
- مو تشارلو على موقع بروبوليرز (الإنجليزية)
- مو تشارلو على موقع سبورتس رفرنس (الإنجليزية)